# Nichomachus
Nichomachus is een geslacht van wantsen uit de familie van de Miridae (Blindwantsen). Het geslacht werd voor het eerst wetenschappelijk beschreven door William Lucas Distant in 1904.

## Soorten
Het genus bevat de volgende soorten:

- Nichomachus minutus Schuh, 1974
- Nichomachus rufescens Schuh, 1974
- Nichomachus sloggetti Distant, 1904
- Nichomachus sweeti Schuh, 1974